# جيمس دونالد هيوز
جيمس دونالد هيوز (بالإنجليزية: James D. Hughes)‏ هو ضابط أمريكي، ولد في 7 يوليو 1922 في بالمفيل في الولايات المتحدة.